# Berbec (zodie)
Berbecul (♈️) este un semn astrologic, care este asociat cu constelația Berbec. Soarele este în constelația Berbec din 21 martie până pe data de 20 aprilie (depinde de an), iar după astrologia siderală din 15 aprilie până pe data de 15 mai.